# Das Dilemma mit den sozialen Medien
Das Dilemma mit den sozialen Medien (im Original The Social Dilemma) ist ein US-amerikanischer Dokumentarfilm aus dem Jahr 2020, nach einem Drehbuch von Jeff Orlowski, Davis Coombe und Vickie Curtis und unter Regie von Jeff Orlowski. Der Film beschäftigt sich kritisch mit den Folgen von sozialen Medien für die Gesellschaft. Die Veröffentlichung erfolgte am 9. September 2020 auf Netflix.

## Handlung
Der fiktive Teil erzählt die Geschichte eines Teenagers, der eine Sucht für soziale Medien entwickelt, unterbrochen wird die Story durch Interviews mit verschiedenen US-amerikanischen Persönlichkeiten aus dem Umfeld der großen Social-Media-Firmen. Behandelt werden unter anderem Themen wie Data Mining, wie das Produktdesign das Suchtpotential erhöhen will, die Auswirkungen von sozialen Medien auf die psychische Gesundheit, auch mit besonderem Blick auf die steigenden Selbstmordraten bei Teenagern sowie die Rolle von sozialen Medien bei der Verbreitung von Verschwörungstheorien.

## Besetzung

### Interviewpartner
- Tristan Harris, US-amerikanischer ehemaliger Ethiker von Google, Präsident des Center for Humane Technology
- Jaron Lanier, US-amerikanischer Autor und Unternehmer
- Shoshana Zuboff, US-amerikanische emeritierte Professorin der Harvard Business School
- Jeff Seibert, US-amerikanischer ehemaliger leitender Angestellter im Produktmanagement von Twitter
- Roger McNamee, US-amerikanischer Investor und Autor
- Aza Raskin, US-amerikanischer Entwickler des Infinite Scroll
- Sandy Parakilas, US-amerikanischer ehemaliger leitender Angestellter von facebook
- Cynthia Wong, US-amerikanische ehemalige Internetwissenschaftlerin bei Human Rights Watch
- Tim Kendall, US-amerikanischer ehemaliger Präsident von Pinterest
- Anna Lembke, US-amerikanische medizinische Leitung der Stanford School of Medicine
- Bailey Richardson, US-amerikanische ehemalige Angestellte von Instagram
- Guillaume Chaslot, US-amerikanischer ehemaliger Softwareentwickler von Google
- Renée DiResta, US-amerikanische Wissenschaftlerin im Stanford Internet Observatory

### Schauspieler
- Skyler Gisondo als Ben
- Kara Hayward als Cassandra
- Vincent Kartheiser als A.I.
- Sophia Hammons als Isla
- Catalina Garayoa als Rebecca
- Barbara Gehring als Mutter
- Chris Grundy als Stiefvater

## Veröffentlichung
Der Film feierte am 26. Januar 2020 auf dem Sundance Filmfestival Premiere. Er wurde am 9. September 2020 auf Netflix veröffentlicht und als Netflix Original vermarktet.

## Rezeption

### Kritiken
Auf Rotten Tomatoes vergaben 86 Prozent der knapp 300 Zuschauer und 88 Prozent der 41 Kritiker mehr als 3,5 Sterne, damit wird der Film als certified fresh eingeordnet. In der Internet Movie Database bewerteten knapp 17.000 Zuschauer den Film im Durchschnitt mit 8,0 von 10 Sternen. Auf Metacritic erreicht der Film 78 von 100 möglichen Punkten, basierend auf neun Kritiken.
Der Tagesspiegel bezeichnet den Film als Teil des Problems, da er genau das sei, was die Dokumentation kritisiere, nämlich etwas, bei dem man kaum wegschauen könne. Der Film sei gut erzählt, setze auf große Gefühle und erzeuge damit den enormen Sog, den sich Netflix auch wünsche. Simon Hurtz von der Süddeutschen Zeitung bezeichnet den Titel als irreführend, die Dokumentation zeige aus seiner Sicht kein Dilemma, sondern eine Dystopie. Außerdem merkt er an, dass einige Aussagen stark gekürzt worden seien oder falsch seien, so werde in Das Dilemma mit den sozialen Medien die gesteigerte Selbstmordrate bei Teenagern ausschließlich auf die Benutzung von Smartphones zurückgeführt, die steigende Verschuldung US-amerikanischer Haushalte bleibe jedoch bei der Betrachtung außen vor. Er stört sich außerdem daran, dass keinerlei Lösungsperspektiven aufgezeigt würden, am Ende rufe der Film dazu auf, das System zu verlassen. Hurtz sieht hier mehr Möglichkeiten, die in der Dokumentation jedoch nicht beleuchtet würden. Auch Oliver Armknecht sieht den Film nur als Warnung geeignet, echte Lösungsansätze blieben außen vor und positive Entwicklungen würden verschwiegen, dies verhindere aus seiner Sicht eine echte Diskussion über das Thema. Martin Fehrensen bezeichnet Das Dilemma mit den sozialen Medien im Interview mit Deutschlandfunk Kultur als krawallig, es gelinge dem Film aber gut, die technologischen Aspekte und die Mechanismen, um Menschen möglichst lange vor den Bildschirm zu bekommen, darzustellen.
Der Film-Dienst vergab einen von fünf möglichen Sternen und kritisierte, dass die fiktionalen Szenen „arg banal“ ausfielen. Der Film erliege „selbst den Allmachtserzählungen des Silicon Valley“ und erweise sich „in der argumentativen Engführung auf das Internet bei der Erklärung sozialer Phänomene als wenig informiert.“

### Facebook
Das Unternehmen Facebook warf in einer Stellungnahme dem Film Verzerrung vor. Facebook äußerte, es beschütze zunehmend die Privatsphäre seiner Nutzer und ziele nicht auf Features ab, die süchtig machen. Zudem beinhalte der Film nicht das Engagement des Unternehmens, Facebook arbeitete mit 70 Organisationen zusammen, um gegen Hassrede und Falschinformationen vorzugehen und unternehme Schritte, um polarisierende Inhalte zu reduzieren.

## Auszeichnungen
Boulder Internationales Filmfestival 2020
- Preisträger des Impact Film Award für Jeff Orlowski

CPH:DOX 2020
- Besondere Erwähnung des F:ACT Award für Jeff Orlowski
- Nominierung für den F:ACT Award für Jeff Orlowski